# الکترا ماستین
الکترا نیکول ماستین  (متولد ۲۸ ژانویه ۱۹۹۸) یک موسیقی‌دان، بازیگر، مدل و ترانه‌سرا است. او در حال حاضر در نشویل زندگی می‌کند.
الکترا ماستین دختر نوازنده موسیقی هوی متال دیو ماستین، خواننده ارشد مگادث و پاملا آن کسلبری است. او در ژانویه ۲۸، ۱۹۹۸، شش سال بعد از برادر بزرگتر Justis در اسکاتسدیل، آریزونا متولد شد . ماستین در سن ۵ سالگی به Fallbrook، کالیفرنیا رفت و در سن ۷ سالگی در تئاتر موسیقی شرکت کرد. او شروع به تمرین آواز خواندن در تلاش برای یک روز تبدیل شدن به یک شخصیت برجسته در تئاتر و بازیگری در جهان کرد. همان‌طور که Electra Mustaine صدای خود را ساخته بود، عشقش به موسیقی شروع به رشد کرد. او میگوید: "من نخستین کنسرت را در تئاتر محلی در تئاتر شهرم داشتم و به یاد می‌آورم پدرم فقط تور را ترک کرده بود و مادر من در کنار صندلی نشسته بود، خب، او در کل نمایشنامه خوابید، تا زمانی که من آمدم من شروع کردم به آواز خواندن و من واقعاً او را بیدار کردم. او به مادر من گفت: "این چه کسی است؟" مادر من گفت: "این دختر شماست." وقتی خانواده اش شروع به حمایت از پیگیری حرفه‌ای خود کردند، در سال ۲۰۱۳ او آهنگی از گروه پدرش "A Tout Le Monde" را از Megadeth در KING-TV سیاتل انجام داد و یک کنسرت مفید برای پروژه Warrior Warded 57 را برای جمع آوری پول برای جانبازان مجروح و خانواده هایشان انجام داد.] در سال ۲۰۱۴ ا اکترا به عنوان یک خواننده مهمان در مایکل سیلت، خواننده اصلی Stryper، آلبوم انفرادی"من خودمختار نیستم"، در طول نسخه جایزه آهنگ "قلب طلا ظاهر شد. او زمانی که ۱۶ ساله بود به دانشگاه TN نقل مکان کرد و در آنجا یاد گرفت که چگونه آهنگ‌های خود را بنویسد.
در سال ۲۰۱۶، ماستین آهنگ خود را از «من فکر کردم من همه چیز را»، یک آهنگ مگادثاز آلبوم یوتانازیا، و اولین ترکیب اصلی خود، «زندگی خوب است» منتشر شده توسط الکترا ماستین، ناتان چپمن و بلر دیلی منتشر شد. او همچنین در جشنواره موسیقی CMA 2016 شرکت کرد. Electra یک سالن ترانه گرایان را برگزاری می‌کند که به نام Mustaine Writers Retreat در خارج از کشور برگزار می‌شود، اولین کسی که در اسکاتلند حضور دارد، جایی که آهنگسازان در تابلوی معروف King Tuts Wah Wah Hut مشهور گلاسکو شدند. در اینجا ترانه سرایان از سراسر جهان می‌توانند با هم همکاری کنند و آهنگ‌های جدیدی برای پروژه هایشان بنویسند. الکترا امیدوار است که این عقب‌نشینی، دیدگاه‌ها و تأثیرات فرهنگی نویسندگان ترانه و هنرمندان که در آن شرکت می‌کنند، و همچنین تقویت روابط بین نویسندگان آهنگ در جامعه موسیقی، به رغم مرزهای ملی و موانع زبان، گسترش یابد.